# 17826 Normanwisdom
17826 Normanwisdom è un asteroide della fascia principale. Scoperto nel 1998, presenta un'orbita caratterizzata da un semiasse maggiore pari a 3,0694958 UA e da un'eccentricità di 0,1318006, inclinata di 9,92470° rispetto all'eclittica.